# Nicolae Firoiu
Nicolae Firoiu (n. 4 martie 1939, București, România), cunoscut sub numele de Nico Firoiu, este un fost jucător de polo pe apă și antrenor român. A participat la Jocurile Olimpice de vară din 1960 și la Jocurile Olimpice de vară din 1964.
După ce s-a retras ca jucător, a antrenat echipele naționale ale Iranului și României. În 1974 s-a mutat definitiv în Germania de Vest. În noiembrie 1975, el a devenit antrenorul principal al echipei naționale masculine de polo pe apă a Germaniei, reformând polo-ul german pe apă și conducând echipa sa la medalia de aur la Campionatele Europene din 1981, bronzul în 1982, bronzul la Jocurile Olimpice din 1984.